# Гараж Интуриста
Гара́ж «Интури́ста» — многоэтажное здание гаража, расположенное в Москве в районе Марьина Роща. Строительство началось в 1932 году, а завершилось, по данным Музея архитектуры имени Щусева, в 1934-м. Издательский дом «Коммерсантъ» годом окончания строительства называет 1938-й. Здание выполнено по проекту архитекторов Константина Мельникова и Валерия Ивановича Курочкина по заказу Внешнеэкономического акционерного общества по туризму и инвестициям «Интурист». Является одним из ключевых памятников архитектуры столичного советского авангарда и признано памятником градостроительства и архитектуры регионального значения. На 2018 год гараж принадлежит автотранспортной службе Управления материально-технического обеспечения ФСБ.

## История

### Предпосылки строительства
На рубеже 1920—1930-х годов советское правительство приступило к активному развитию инфраструктуры иностранного туризма. В ходе работы с зарубежными делегациями в 1929-м было образовано Внешнеэкономическое акционерное общество по туризму и инвестициям «Интурист». В первый год работы общества Советский Союз посетили около 2500 иностранцев. После поступления первых жалоб от прибывших туристов Политбюро отдало приказ улучшить условия отдыха иностранных гостей.
Для выполнения поставленных условий «Интурист» обновил собственный автопарк, закупив новые легковые автомобили марки Lincoln Motor Company, а также грузовики и экскурсионные автобусы ЗИЛ-118 класса люкс с открытым кузовом. В распоряжении автопарка были открытая парковка и гараж в доме № 37 на Пречистенке. Однако вскоре этой площади стало недостаточно, что привело к решению построить новое помещение. Под эти цели был выделен участок на улице Сущёвский Вал, 33.

### Проектирование и строительство

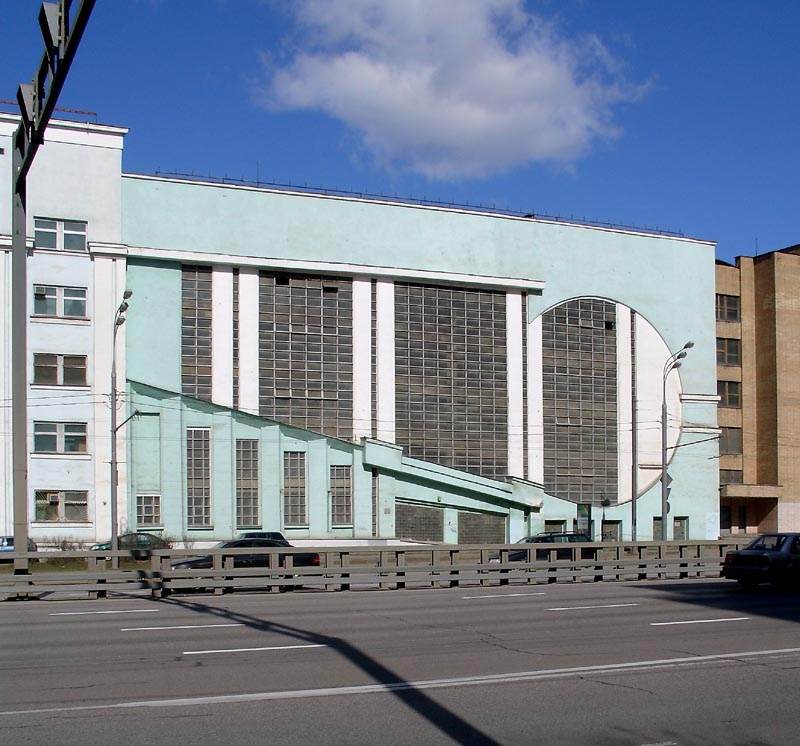
Гараж «Интуриста», 2008 год

Проектированием здания гаража «Интуриста» занимались специалисты Архитектурной мастерской Моссовета № 7 совместно с группой проектировщиков Гипроавтотранса. С 1933 по 1938 год мастерскую возглавлял архитектор Константин Мельников. К середине 1930-х годов он уже завершил работу над двумя проектами гаражей в Москве: Бахметьевского для английских автобусов «Лейланд» и Гаража Московского коммунального хозяйства для грузовых машин на Новорязанской улице, 27.
В строительстве гаражей мой авторитет вырос в монопольный захват по проектированию.Константин Мельников о поступлении заказов
В отличие от первых двух проектов, Константин Мельников не принимал участия в работе над архитектурно-планировочным решением гаража «Интуриста». В основу здания лёг типовой проект пятиэтажного гаража на 300 автомобилей, разработанный инженерами-технологами Гипроавтотранса в 1933 году. Число парковочных мест в гараже запланировали со значительным превышением существующих объёмов автопарка «ввиду возможного поступления собственных машин интуристов». Последовавшая разработка рабочих чертежей была выполнена Валерием Курочкиным, архитектором мастерской Моссовета № 7, а внешнее оформление фасадов здания — Константином Мельниковым.
Композиция типового фасада здания была изменена с помощью динамичного сочетания простых геометрических форм — круга, трапеции и прямоугольника. Диагональ, часто применяемая Константином Мельниковым при проектировании, например в пространственной композиции Бахметьевского гаража и планировке Ново-Сухарёвского рынка, в случае гаража «Интуриста» получила роль композиционной оси фасада. Она брала своё начало от нижней точки круглого витражного окна и огибала здание слева полуциркульной консолью, напоминая символ бесконечности.
Путь туриста изображен бесконечностью, начиная его с размаха кривой и направляя его быстрым темпом вверх в пространство.Константин Мельников о гараже «Интуриста»
Правая часть фасада была выполнена в виде сочетания простых геометрических фигур — круга и трапеции, — заполненных сплошным остеклением. Левая часть ритмично членилась вертикальными оконными проёмами. На устремлённой вверх по фасаду диагонали предполагалось установить настоящий автомобиль. По замыслу архитектора, вход в гараж должен был располагаться с угла здания, над которым планировалось разместить скульптурную композицию. В верхней части главного фасада должен был расположиться логотип ВАО «Интурист», от которого впоследствии отказались из-за передачи здания в ведение НКВД.
В ходе строительства по проекту Константина Мельникова была реализована только правая часть фасада. Левая часть была построена в неоклассическом стиле и решена в виде колоннады. В советской архитектуре 1930-х годов возобладало традиционалистическое направление, а произведения авангарда были объявлены формализмом. В результате здание гаража представляет собой уникальный гибрид двух противоположных архитектурных течений первой половины XX века.

### Использование здания
20 октября 1937 года глава НКВД СССР Николай Ежов подал запрос председателю Совнаркома Вячеславу Молотову на передачу гаража «Интуриста» в его ведомство:

Парк легковых машин, обслуживающий ГУГБ НКВД-центра за последнее время в связи с ростом оперативной работы настолько, что имеющийся в распоряжении НКВД в Москве гараж не обеспечивает стоянкой даже половины имеющегося парка: свыше 200 легковых автомашин стоят под открытым небом.

По итогам запроса гараж был передан в пользование НКВД, а автопарк «Интуриста» остался на прежнем месте. За время существования здание несколько раз перестраивалось. По состоянию на 2018 год здание принадлежит автотранспортной службе Управления материально-технического обеспечения ФСБ.

## Охранный статус
В 1983 году в составе Всероссийского общества охраны памятников истории и культуры Наталией Николаевной Броновицкой и Светланой Васильевной Гейнельт был организован Сектор советской архитектуры. Начался процесс исследования и сбора документации о памятниках архитектуры 1920—1930-х годов. В результате проделанной работы в 1987 году на государственную охрану было поставлено 58 архитектурных объектов советского периода. Собственный дом архитектора, Дом Мельникова, и три рабочих клуба — Дом культуры имени Русакова и клубы завода «Каучук» и фабрики «Буревестник», — спроектированные Константином Мельниковым, получили статус памятников регионального значения.
В 1990 году здание гаража «Интуриста» вместе с остальными зданиями Константина Мельникова в Москве было поставлено под охрану решением Исполкома Московского городского совета народных депутатов № 1085 «О мероприятиях в связи со 100-летием со дня рождения архитектора К. С. Мельникова». В 2016 году гараж в составе конструктивистского наследия Москвы было предложено включить в список объектов ЮНЕСКО.

## В культуре
3 августа 2015 года в Музее архитектуры имени Щусева к 125-летнему юбилею Константина Мельникова были подготовлены выставка, книга и серия мероприятий. Специально для этого события московский фотограф Денис Есаков отснял двенадцать построек архитектора, среди которых был и гараж «Интуриста».
В 2016 году здание вошло в карту московского конструктивизма, выпущенного британским издательством Blue Crow Media на русском и английском языках. Презентация проекта прошла в институте «Стрелка» в Москве.